# Bermeșiv, Lokaci
Bermeșiv (în ucraineană Бермешів) este un sat în comuna Zamlîci din raionul Lokaci, regiunea Volînia, Ucraina.

## Demografie
Componența lingvistică a localității Bermeșiv
     Ucraineană (100%)
Conform recensământului din 2001, toată populația localității Bermeșiv era vorbitoare de ucraineană (100%).